# Alland'Huy-et-Sausseuil
Alland'Huy-et-Sausseuil és un municipi francès situat al departament de les Ardenes i a la regió del Gran Est. L'any 2007 tenia 237 habitants.

## Demografia

### Població
El 2007 la població de fet d'Alland'Huy-et-Sausseuil era de 237 persones. Hi havia 96 famílies de les quals 28 eren unipersonals (4 homes vivint sols i 24 dones vivint soles), 32 parelles sense fills, 28 parelles amb fills i 8 famílies monoparentals amb fills.
La població ha evolucionat segons el següent gràfic:
Habitants censats

### Habitatges
El 2007 hi havia 127 habitatges, 99 eren l'habitatge principal de la família, 21 eren segones residències i 7 estaven desocupats. 124 eren cases i 3 eren apartaments. Dels 99 habitatges principals, 82 estaven ocupats pels seus propietaris, 12 estaven llogats i ocupats pels llogaters i 5 estaven cedits a títol gratuït; 1 tenia una cambra, 4 en tenien dues, 7 en tenien tres, 16 en tenien quatre i 71 en tenien cinc o més. 76 habitatges disposaven pel capbaix d'una plaça de pàrquing. A 40 habitatges hi havia un automòbil i a 42 n'hi havia dos o més.

### Piràmide de població
La piràmide de població per edats i sexe el 2009 era:
| Homes | Edats   | Dones |
| ----- | ------- | ----- |
| 0     | 95 o +  | 0     |
| 0     | 90 a 94 | 0     |
| 0     | 85 a 89 | 8     |
| 4     | 80 a 84 | 0     |
| 8     | 75 a 79 | 4     |
| 4     | 70 a 74 | 16    |
| 8     | 65 a 69 | 4     |
| 4     | 60 a 64 | 0     |
| 8     | 55 a 59 | 8     |
| 4     | 50 a 54 | 8     |
| 8     | 45 a 49 | 8     |
| 4     | 40 a 44 | 0     |
| 8     | 35 a 39 | 0     |
| 16    | 30 a 34 | 12    |
| 4     | 25 a 29 | 20    |
| 0     | 20 a 24 | 0     |
| 8     | 15 a 19 | 4     |
| 4     | 10 a 14 | 8     |
| 4     | 5 a 9   | 12    |
| 0     | 0 a 4   | 8     |

## Economia
El 2007 la població en edat de treballar era de 141 persones, 106 eren actives i 35 eren inactives. De les 106 persones actives 95 estaven ocupades (55 homes i 40 dones) i 11 estaven aturades (4 homes i 7 dones). De les 35 persones inactives 9 estaven jubilades, 8 estaven estudiant i 18 estaven classificades com a «altres inactius».

### Ingressos
El 2009 a Alland'Huy-et-Sausseuil hi havia 104 unitats fiscals que integraven 261 persones, la mediana anual d'ingressos fiscals per persona era de 15.328 €.

### Activitats econòmiques
Dels 4 establiments que hi havia el 2007, 2 eren d'empreses de comerç i reparació d'automòbils, 1 d'una empresa immobiliària i 1 d'una empresa classificada com a «altres activitats de serveis».
L'any 2000 a Alland'Huy-et-Sausseuil hi havia 9 explotacions agrícoles.

## Equipaments sanitaris i escolars
El 2009 hi havia una escola elemental integrada dins d'un grup escolar amb les comunes properes formant una escola dispersa.

## Poblacions més properes
El següent diagrama mostra les poblacions més properes.